# Флаг Каслинского района
Флаг Ка́слинского муниципального района — официальный символ Каслинского муниципального района Челябинской области Российской Федерации, учреждён 20 августа 2002 года. До муниципальной реформы — флаг муниципального образования «город Касли и Каслинский район».

## Описание
«Флаг муниципального образования „город Касли и Каслинский район“ представляет собой прямоугольное полотнище, несущее в центре изображение фигур из герба — восстающего обращённого коня под попоной и с оголовьем; все фигуры чёрные; при этом косая линия деления разделяет верхний — белый и нижний — жёлтый края полотнища в соотношении 5:1».

## Обоснование символики
Город Касли возник в 1747 году как посёлок Каслинский при строительстве А. Н. Демидовым чугуноплавильного и железоделательного завода на озере Большое Касли. Каслинский завод прославился с середины XIX века художественным чугунным литьём — уникальным искусством, получившим большую известность, громкую славу и признание далеко за пределами страны.
Главной фигурой флага является восстающий обращённый конь.
Конь — символ неустрашимой отваги, щедрости, трудолюбия и верности, готовности к службе в любое время; его свойства и особенности всегда удивляли людей. Как наиважнейший атрибут геройства и безопасности для всадника («выведет из беды»), конь всегда был предметом подражания: его изображение встречается на фресках, в росписях, в скульптуре, резьбе, мозаике.
Конь символически связан с высшей мудростью, которая ведёт человека по жизни. Именно фигура восстающего коня передаёт неповторимость каслинских изделий из чугуна: чёткость силуэта, красоту и плавность линий, филигранность и тщательную отделку деталей фигур («скользящая» по телу коня попона), добротность художественных изделий, создаваемых каслинскими мастерами — модельщиками, формовщикам, литейщиками, чеканщиками. От их искусных рук в значительной мере зависят художественные достоинства чугунной скульптуры, что очень высоко оценил в своих дневниках Д. Менделеев, посетивший Каслинский завод в 1899 году: «…то, что увидал … превзошло все мои ожидания…».
Своеобразие флага определено обращением коня в левую геральдическую сторону (то есть от носителя флага), что нехарактерно во флаговедении и подчёркивает своеобразную отрасль русской художественной промышленности, в которой искусство художника-скульптора органично сливается с искусством мастера-исполнителя.
Попона, прикрывающая коня, и уздечка символизируют защиту, и, вместе с тем, управляемость, скрытые возможности.
Чёрный цвет в геральдике символизирует благоразумие, мудрость, скромность, честность и вечность бытия.
Белая и жёлтая части полотнища символизируют две стадии литейной технологии: жёлтый (золото) — расплавленный металл и огонь; белый (серебро) — охлаждение и доводка до блеска готового изделия.
Жёлтый цвет (золото) символизирует возвышенность мыслей, благородство, достоинство, богатство.
Белый цвет (серебро) символизирует веру, чистоту, искренность, чистосердечность, благородство, откровенность и невинность.